# Jesus Ábrego
Jesus Ábrego nasceu em 1910 em Navarra. Foi jogador de pelota basca de excepcional destreza, e dominou esta modalidade durante 16 anos.